# Mix förlag
Mix förlag är ett förlag för böcker i digital form som grundades 2011 som en del av Bonnierkoncernen. Utgivningen består framförallt av e-böcker och e-noveller inom en mängd genrer, bland annat klassiker, skräck, fantasy, science fiction, relationer och erotik.

## Historia
Mix var vid starten ett förlag för så kallad crossoverlitteratur, men har sedan hösten 2013 övergått till att vara ett vuxet heldigitalt förlag för vuxenlitteratur på svenska.

## Författare som ges ut av MIX Förlag (i urval)
- Malva B.
- Madelene Bäck
- Helena Dahlgren
- Anders Fager
- Johan Frick
- Maria Friedner
- Caroline L. Jensen
- KG Johansson
- Nanna Johansson
- Solja Krapu
- Oskar Källner
- Henrik Larsson
- Anna Lindberg
- Jenny Lundin
- Jorun Modén
- Tove Nordh
- Johan Ring
- Johanna Strömqvist
- Julia Svanberg
- Karin Tidbeck